# Atwell Mill Ranger Station
L'Atwell Mill Ranger Station est une station de rangers du comté de Tulare, en Californie, dans l'ouest de États-Unis. Située le long de la Mineral King Road au sein du parc national de Sequoia, elle est opérée par le National Park Service. Construite en 1934 dans le style rustique du National Park Service, elle est une propriété contributrice au Mineral King Road Cultural Landscape District, un district historique inscrit au Registre national des lieux historiques depuis le 24 octobre 2003.